# Sportvagns-VM 1991
Sportvagns-VM 1991 vanns av Jaguar XJR, medan Teo Fabi vann förarmästerskapet.

## Delsegrare
| Bana        | Vinnare                            | Märke    |
| ----------- | ---------------------------------- | -------- |
| Suzuka      | Philippe Alliot Mauro Baldi        | Peugeot  |
| Monza       | Derek Warwick                      | Jaguar   |
| Silverstone | Teo Fabi                           | Jaguar   |
| Le Mans     | Johnny Herbert Volker Weidler      | Mazda    |
| Nürburgring | Derek Warwick                      | Jaguar   |
| Magny-Cours | Keke Rosberg Yannick Dalmas        | Peugeot  |
| Mexico City | Keke Rosberg Yannick Dalmas        | Peugeot  |
| Autopolis   | Michael Schumacher Karl Wendlinger | Mercedes |

## Slutställning
| Plats | Förare                             | Märke    | Poäng |
| ----- | ---------------------------------- | -------- | ----- |
| 1     | Teo Fabi                           | Jaguar   | 86    |
| 2     | Derek Warwick                      | Jaguar   | 79    |
| 3     | Philippe Alliot Mauro Baldi        | Peugeot  | 69    |
| 4     | Cor Euser                          | Spice    | 54    |
| 5     | Charles Zwolsman Sr.               | Spice    | 46    |
| 6     | Jochen Mass Jean-Louis Schlesser   | Mercedes | 45    |
| 7     | Michael Schumacher Karl Wendlinger | Mercedes | 43    |
| 8     | Manuel Reuter                      | Porsche  | 43    |
| 9     | Harri Toivonen                     | Porsche  | 41    |
| 10    | Keke Rosberg Yannick Dalmas        | Peugeot  | 40    |

## Team-VM
| Plats | Märke    | Poäng |
| ----- | -------- | ----- |
| 1     | Jaguar   | 108   |
| 2     | Peugeot  | 79    |
| 3     | Mercedes | 70    |